# Cutberto Mayne
San Cutberto Mayne, o Cuthbert o  Cuthberto (Youlston, 1543 – Launceston, 30 novembre 1577), è stato un presbitero inglese; martirizzato sotto Elisabetta I, è venerato come santo dalla Chiesa cattolica ed è ricordato come uno dei santi quaranta martiri di Inghilterra e Galles.

## Biografia
Nato a Youlston, vicino a Barnstaple (Sud-Ovest dell'Inghilterra) nel 1543, fu battezzato il 20 marzo 1544, giorno di San Cutberto (634-687), da cui prese il nome. L'educazione di Cutberto fu affidata a suo zio, un sacerdote che aveva aderito alla riforma anglicana per non perdere le sue cospicue rendite e che voleva trasferire tali benefici al nipote.
Nel 1563 Cutberto ricevette gli ordini sacri. Dal Devon, dove viveva, fu quindi mandato a studiare all'Università di Oxford; qui conobbe due grossi personaggi che influenzarono le sue scelte future: Gregory Martin e Edmondo Campion. Dopo il giuramento sull'Atto di supremazia Mayne completò gli studi nell'aprile 1570 e divenne pastore anglicano. Nello stesso periodo maturava sia in Martin che in Campion la conversione al cattolicesimo. Mayne ne fu informato grazie alla fitta corrispondenza epistolare che aveva avviato con entrambi. Nel 1570 Campion emigrò in Irlanda e Martin nelle Fiandre perché la regina Elisabetta I stabilì di escludere qualsiasi confessione diversa da quella anglicana. I due continuarono peraltro a scrivere a Mayne.
Verso la fine dello stesso anno 1570 una lettera ricevuta da Martin fu intercettata dalla polizia. Per sfuggire all'arresto Mayne riparò nel Devon, poi in Cornovaglia. Negli anni seguenti maturò anche nel suo animo la conversione al cattolicesimo. Nel 1573 accettò l'invito di Campion di trasferirsi nelle Fiandre al Collegio inglese di Douai. Fondato nel 1568 da William Allen, ex professore del Queen's College di Oxford e Canonico di York, futuro cardinale; il suo scopo era quello di formare sacerdoti per riportare gli inglesi al cattolicesimo. Qui Cutberto si convertì e nel 1575 fu ordinato sacerdote della Chiesa cattolica. Il 7 febbraio 1576 divenne magister in teologia.
Dopo la laurea chiese subito di tornare in Inghilterra e il 24 aprile, travestito e sotto falso nome, partì assieme a John Payne. Furono i primi sacerdoti non regolari inviati in una missione evangelizzatrice in Inghilterra. Mayne esercitò clandestinamente il suo ministero in Cornovaglia nel maniero del nobile Francis Tregian, fingendo di essere il suo fattore (cioè l'amministratore dei suoi beni). Con la scusa di controllare le vaste proprietà di Tregian, Mayne si spostava da una famiglia cattolica all'altra, amministrando loro i sacramenti.
Fu però scoperto nel corso di una perquisizione disposta l'8 giugno 1577 (festa del Corpus Domini) dallo sceriffo della Cornovaglia, l'acceso anticattolico Richard Grenville, alla presenza del cancelliere vescovile.
 
Accusato di alto tradimento, Cutberto Mayne fu processato il 23 settembre 1577. Venne condannato ad essere impiccato, sventrato e squartato. La condanna fu eseguita il 30 novembre 1577.

## Culto
Primo sacerdote in ordine di tempo ad essere martirizzato durante la persecuzione anticattolica in Inghilterra, Mayne è considerato il «protomartire dei sacerdoti del seminario».

Fu proclamato beato da papa Leone XIII il 29 dicembre 1886 e canonizzato da papa Paolo VI il 25 ottobre 1970.

La sua memoria liturgica cade il 30 novembre.